# Matsushima

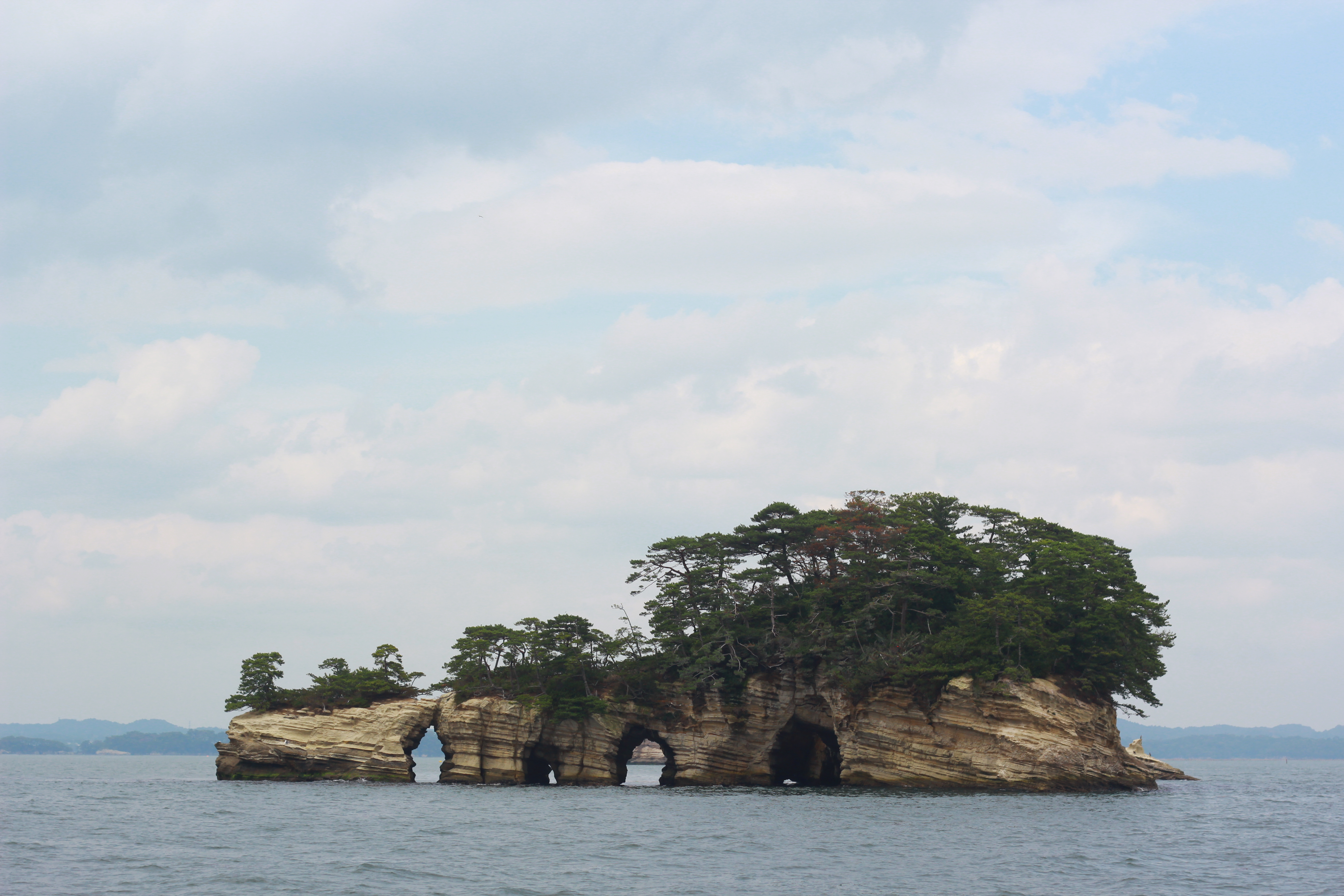
Kanejima, una de las muchas islas famosas que salpican el archipiélago

Matsushima (松島?) es un grupo de islas en la prefectura de Miyagi, Japón. Está compuesto por unas 260 pequeñas islas (shima) cubiertas de pinos (matsu) —de ahí el nombre— y está clasificada como una de las tres vistas panorámicas más famosas de Japón  (日本 三 景, Nihon sankei?).

## Terremoto de Tōhoku de 2011

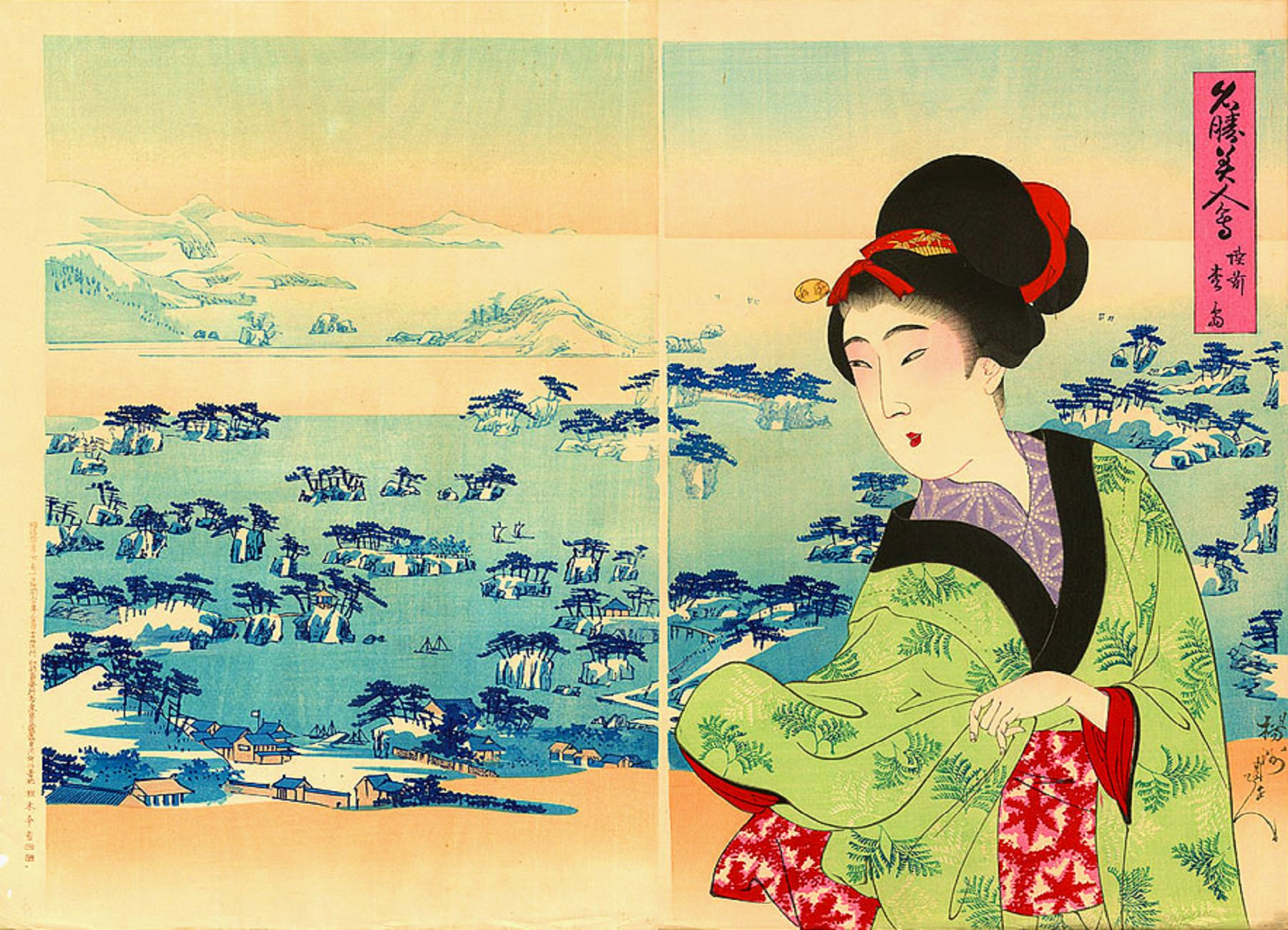
Vista panorámica de Matsushima. Ukiyo-e grabado en madera por Yōshū Chikanobu, 1898

A pesar de la proximidad de Matsushima al epicentro del terremoto y tsunami de Tōhoku en 2011, el área fue protegida por las islas y sufrió daños relativamente pequeños.